# 리틀 시스터 (1995년 영화)
《리틀 시스터》(Zusje, Little Sister)는 네덜란드에서 제작된 로베르트 얀 베스트디이크 감독의 1995년 코미디, 드라마, 미스터리 영화이다. 킴 반 쿠튼 등이 주연으로 출연하였고 로베르트 얀 베스트디이크 등이 제작에 참여하였다. 리틀 시스터는 1997년 2월 제8회 유바리 국제 판타스틱 영화제에서 심사위원상을 받았다.

## 출연

### 주연
- 킴 반 쿠튼

### 조연
- 버트 팟
- 로랜드 펀호트